# Мурзинка (река, впадает в Верх-Нейвинский пруд)
Мурзи́нка — малая река на Среднем Урале, протекающая в окрестностях закрытого города Новоуральска Свердловской области. Впадает в Верх-Нейвинский пруд.

## Происхождение названия
По словам местного краеведа Владимира Алексеевича Ломова, название Мурзинка происходит от слова «мурза», что означает «клад», «кладовая». В районе Мурзинки в прошлом добывались различные полезные ископаемые, в том числе золото. В данной местности расположены и другие объекты с таким названием: гора, посёлок и железнодорожная станция в нём.

## География
Река Мурзинка протекает преимущественно по юго-восточной окрестности города Новоуральска, в лесистой местности. Длина реки составляет всего около двух километров.
Исток реки Мурзинки находится в ещё осваиваемой части Южного района города. В его пределах речка почти не показывается и небольшим ручейком уносит свои воды на восток. Пересекая охраняемую границу города, русло Мурзинки выходит к железной дороге. Здесь, на 445-м километре магистральной линии Пермь I — Нижний Тагил — Екатеринбург, на межстанционном перегоне Верх-Нейвинск — Мурзинка, речка проходит через трубу под железнодорожными путями и далее протекает в северо-восточном направлении.
От железной дороги и до самого устья река Мурзинка протекает по северо-западному предгорью одноимённой горы, вытянувшейся вдоль берега Верх-Нейвинского пруда в виде небольшого горного хребта. В этой местности на правом берегу реки нет никаких объектов, а на левом расположены садовые участки, лесопилка и Жилдом — небольшой жилой массив, где ранее селились работники санатория «Зелёный мыс». В районе горы река принимает ряд мелких безымянных притоков-ручьёв.
В нижнем течении река Мурзинка пересекает Загородное шоссе, ведущее из Привокзального района Новоуральска в посёлок Мурзинка. Затем река впадает в сильно заболоченный залив Верёвкин Угол, который вдаётся в западный берег Верх-Нейвинского пруда. Данный водоём расположен на реке Нейве. Высота устья — 263 метра над уровнем моря.

## Охрана природы
Часть русла реки Мурзинки, а именно: от железной дороги и почти до самого устья, расположена в пределах ландшафтного заказника «Озеро Таватуй с окружающими лесами», образованного 11 сентября 1975 года. Здесь принимаются меры и осуществляются следующие задачи: сохранение и восстановление природного ландшафта, снижение вредных воздействий на окружающую среду, защита лесных насаждений, почв и вод и другие.